# Solunto
Solunto (Punisch: Kafara  Kfr "dorp"); Grieks: Σολοῦς of Σολόεις "Solus" of "Soloeis", Latijn: Soluntum, was een Fenicische stad aan de noordkust van Sicilië bij het gehucht Solanto in de huidige gemeente Santa Flavia in de provincie Palermo. De oorspronkelijk Fenicische handelsstad kwam later in handen van achtereenvolgens de Carthagers, Grieken en Romeinen.

## Geschiedenis

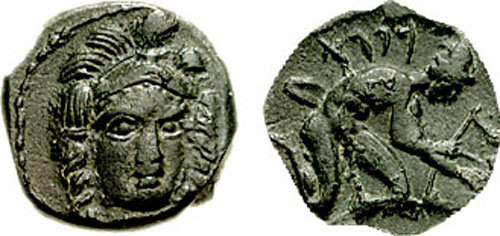
Munt uit de 4e eeuw v.Chr. uit Solunto met een Griekse en een Punische kant.

### Kafara
De Feniciërs stichtten in de 8e eeuw v.Chr. vele kolonies op Sicilië. Rond 700 v.Chr. stichtten de Feniciërs in het noordwesten van het eiland de nederzetting Kafara. Deze lag bij de heuvel Pizzo Cannita in de gemeente Misilmeri, waar de Punische sarcofagen uit de 5e eeuw v.Chr. zijn gevonden die heden in het Museo Archeologico Regionale Antonio Salinas te Palermo tentoongesteld worden. Nadat Fenicië in 539 v.Chr. tot het Perzische Rijk ging behoren kwamen de kolonies op Sicilië onder de invloedssfeer van Carthago. Door de uitbreiding van de Griekse invloed op Sicilië had Carthago in de 6e eeuw v.Chr. nog maar drie steden op het eiland: Mutuw "wolspinnerij" (Grieks: Motya), Kafara (Solus) en Ziz "bloem" (Panormos). De rest van Sicilië werd een deel van Magna Graecia (Groot-Griekenland), de benaming van Zuid-Italië en Sicilië in de oudheid. Kafara lag tussen het Punische Ziz (Grieks Panormos, Romeins Panormus, heden Palermo) en het Griekse Himera.

### Solus

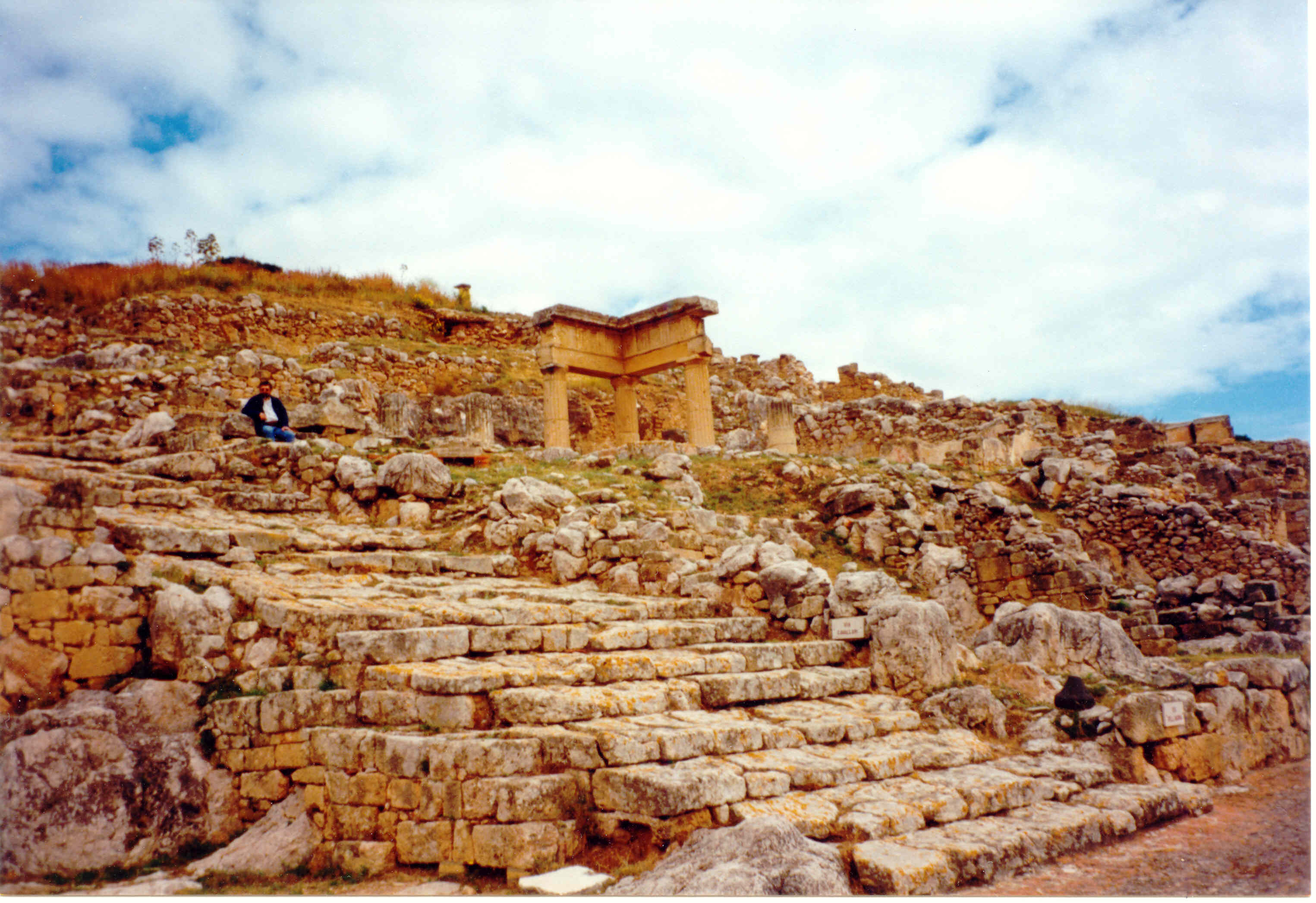
Trappen in Solunto

In 398 v.Chr. probeerde de Carthaagse generaal Himilco Sicilië op de Grieken te veroveren, maar zijn leger werd door een epidemie gedecimeerd en daarna verslagen door de troepen van tiran Dionysios I van Syracuse. In 397-396 v.Chr. werden de Punische steden Motya en Kafara door Dionysios ingenomen. De steden werden geplunderd en de inwoners uitgemoord. In 393 v.Chr. kwam Mago II met tienduizenden soldaten naar Sicilië om Dionysios te bestrijden. De Carthagers werden vernietigend verslagen en Mago kwam om het leven. Diens zoon Mago III wist de tiran van Syracuse uiteindelijk in 376 v.Chr. te verslaan in de slag bij Cronium. Op de goed verdedigbare oostkant van Monte Catalfano bouwden de Carthagers een nieuwe stad, die voornamelijk bekend werd onder haar Griekse naam Solus. De nieuwe stad lag ten oosten van het oude Kafara en 500 meter landinwaarts, ongeveer 180 meter boven zeeniveau met 60 meter hoogteverschil tussen de hoogste en laagste delen van de stad. Aan zee had Solunto een kleine ronde handelshaven. De Carthagers waren volgens Isidorus van Sevilla de eersten die hun verbindingswegen tussen de steden met stenen plaveiden en de twee wegen die naar Solus leiden zijn mogelijk de oudste nog bestaande wegen van dit type. Deze Punische wegen werden eerder aangelegd dan de oudste Romeinse met stenen geplaveide verbindingswegen; de bekende Via Appia van Rome naar Capua werd aan het einde van de 4e eeuw v.Chr. aangelegd.
In 315 v.Chr. veroverde Agathocles van Syracuse grote delen van Sicilië. Na aanvankelijke successen werd hij uiteindelijk in de slag aan de Himera in juli 310 v.Chr. verpletterend verslagen door de Carthagers onder leiding van Hamilcar. Agathocles maakte de oversteek naar Afrika om Carthago rechtstreeks aan te vallen maar werd na enkele jaren strijd opnieuw verslagen. Uiteindelijk keerde hij terug naar Sicilië met achterlating van zijn leger. De woedende soldaten vermoordden zijn achtergebleven zonen en onderhandelden met Carthago over overgave. De door hen veroverde Griekse en Carthaagse steden kwamen aan Carthago toe, waardoor vrijwel geheel Sicilië onder controle van het Carthaagse rijk kwam. De overwinnaars betaalden de soldaten van Agathocles hun soldij uit en gaven hen de keuze in het Carthaags leger te dienen of terug naar Sicilië te keren, waar ze in Solus mochten wonen. Degenen die op een terugkeer van Agathocles hoopten en zich tegen Carthago bleven verzetten werden snel verslagen, waarna hun aanvoerders werden gekruisigd. Een ongekende periode van voorspoed en economische bloei brak aan voor Carthago en zijn kolonies. Solus ontwikkelde zich voortvarend en ontwikkelde zich tot een grote en welvarende stad. Dit zou zo blijven tot 264 v.Chr. toen de Eerste Punische Oorlog uitbrak.

### Soluntum
In 254 v.Chr. werd Panormos door de Romeinen veroverd en kort daarna gaf Solus zich zonder bloedvergieten aan de Romeinen over. De Romeinen noemden de stad Soluntum. Tijdens het wanbeleid van de Romeinse magistraat Verres die van 73-71 v.Chr. landvoogd was op Sicilië gingen vrijwel alle steden er flink op achteruit, maar Solus was een van de weinige plaatsen op het eiland die welvarend bleef. Publieke gebouwen werden vernieuwd en de stad uitgebreid. In zijn Orationes in Verrem "Redes tegen Verres" klaagde Cicero Verres in 70 v.Chr. succesvol aan, waarmee de Romeinse redenaar zijn roem vestigde. Rond het jaar 200 werd de stad om onbekende redenen verlaten. De moderne Italiaanse naam voor de stad is Solunto.

## Ligging

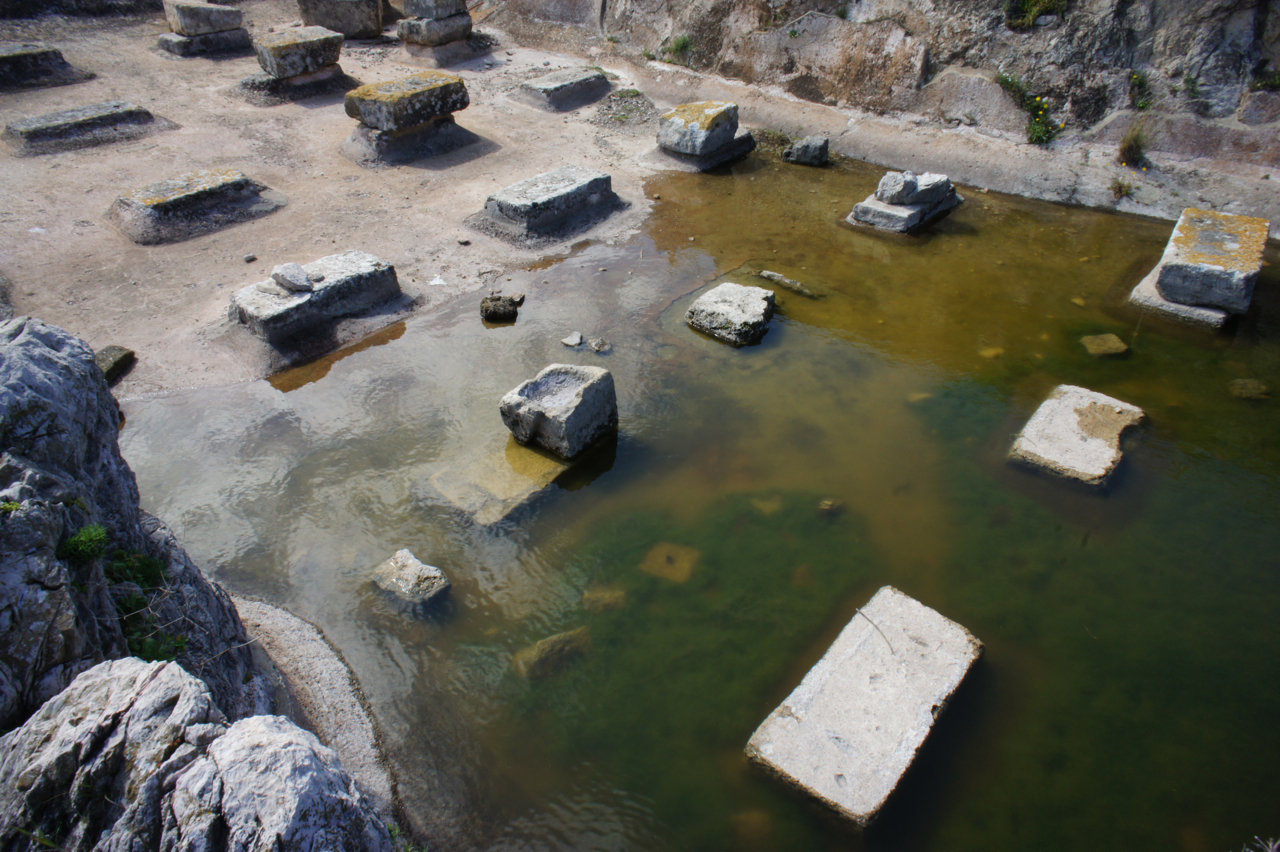
Openbare cisternen van Solunto

Vanuit het museum loopt een pad naar boven tot aan het begin van de decumanus, de centrale hoofdweg van de stad. Deze kruist in het midden de cardo, die noordwestelijk naar het hoogste punt van de stad loopt en zuidoostelijk eerst omlaag en dan weer omhoog over een lagere heuvel richting de haven loopt. Ten zuidwesten van de kruising ligt het "gymnasium", 40 meter noordelijker het huis van Leda en 100 meter verder naar het noorden begint de agora. In de noordwesthoek hiervan ligt het raadshuis met daarachter het theater. Omdat de stad geen waterbron had zijn er vele waterputten uitgegraven. Publieke waterputten bevonden zich achter de agora. Ten westen van de agora bevond zich een groot tempelcomplex. Een kleiner heiligdom lag aan de decumanus, aan het begin van de agora.
Op de omhoog kronkelende zuidelijke toegangsweg na lopen alle straten ondanks het ongelijke terrein recht van zuid naar noord of van west naar oost, met rechte kruisingen. De stad is aangelegd volgens het systeem van Hippodamus van Milete, het zogenoemde rechthoekig stratenpatroon, waardoor de regelmatige stadsplattegrond bestaat uit even grote huizenblokken van 40 bij 80 meter. De hoofdstraten zijn 6 meter breed, de andere straten 3 meter en vanwege de grote hoogteverschillen in de stad bestaat een aantal straten uit trappen. Solunto was gefortificeerd met een stadsmuur van grote rechthoekige stenen.

## Opgravingen

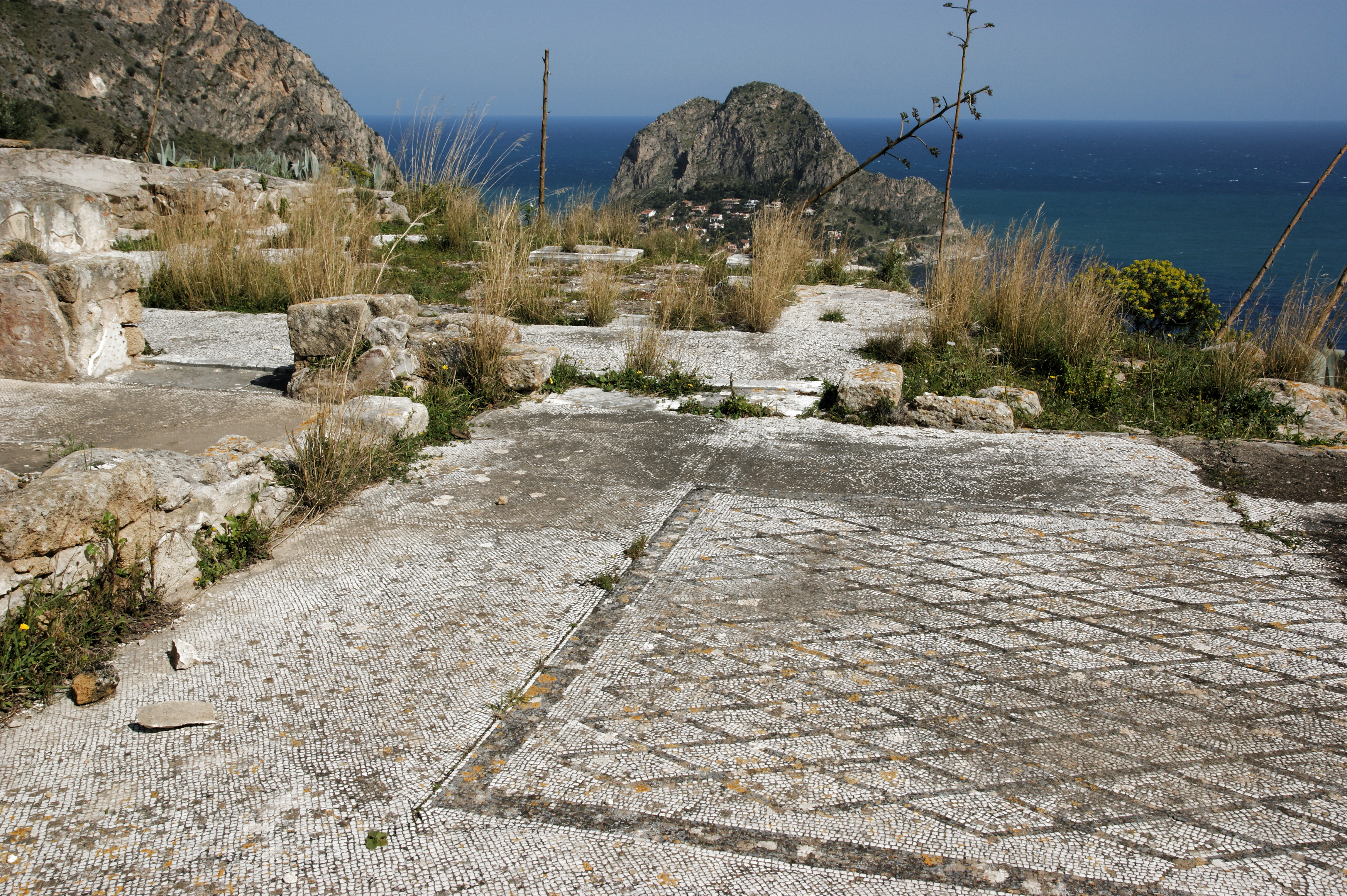
Mozaïekvloer in Solunto

Archeologische opgravingen hebben aanzienlijke overblijfselen uit de Romeinse periode aan het licht gebracht. De huizen waren gebouwd uit grove stenen muren, die daarna gepleisterd werden. De rotsbodem werd vaak gebruikt voor het onderste deel van de muren. De meeste huizen hadden twee verdiepingen, wat te zien is aan de trapdelen naar de niet meer bestaande bovenverdiepingen. Op het hoogste punt van de stad zijn cisternen in de rots uitgehakt. Deze vingen regenwater op en waren verbonden met andere opvangbekkens in de stad, die naar de grote overdekte openbare cisterne (cisterna pubblica) achter de agora leidden. Naast de ruïnes van de agora (marktplaats) en het theater resten van de handelsstad slechts wat muren en enkele zuilen van het zogenaamde "gymnasium", dat eigenlijk een peristilium van een groot woonhuis is. Ook zijn nog delen van mozaïeken te zien. In 1857 werd een aan Plautilla, de echtgenote van keizer Caracalla, opgedragen inscriptie ontdekt. Verder zijn verschillende graftombes gevonden. De vondsten uit de jongste periode zijn een inscriptie, opgedragen aan Faustina, de vrouw van Antoninus Pius (Romeins keizer van 138 tot 161) en munten uit de tijd van keizer Commodus (keizer van 177-192), wat aantoont dat de stad rond deze tijd verlaten werd.

### Thermen
De thermen (openbare baden) van Solunto liggen aan het begin van de decumanus, oostelijk van de centrale hoofdstraat. Het gebouwencomplex bestond oorspronkelijk uit twee verdiepingen. De onderste verdieping bestond enkel uit een grote hal met in de zijwanden stookplaatsen. De warmte werd via buizen in de muren en door de hal zelf naar de door zuilen ondersteunde bovenverdieping geleid, waar de baden zich bevonden.

### Agora
De langgerekte agora was het centrale plein en marktplaats van de stad. Hier bevindt zich een oud Punisch altaar. Aan de westelijke zijde bevond zich de stoa met winkels en kantoren. Aan de agora liggen het theater en het odeion, tevens het bouleuterion, het raadsgebouw van de stad. Het theater en bouleuterion werden in de 4e eeuw v.Chr. gebouwd en vernieuwd in de Romeinse periode.

### Theater
Het theater is in de heuvel uitgehakt en kwam onverwacht aan het licht tijdens opgravingen in 1953. Het theater is sterk geërodeerd en slechts met moeite als zodanig te herkennen. De opgravingen werden wegens geldgebrek onderbroken en pas hervat in 1958. Toen werd ook het odeion ontdekt, dat hoogstwaarschijnlijk tevens als raadshuis dienstdeed. Het theater is naar het oosten gericht en biedt de toeschouwers een prachtig uitzicht op de zee. De halfronde tribune bestaat uit 23 getrapte lagen van elk 38 cm hoog en is door vier trappen verdeeld in vijf sectoren.

### Gymnasium
Het zogenaamde "Gymnasium" (Italiaans: "Ginnasio“) is niet echt een gymnasion, maar een groot woonhuis van een rijke familie met atrium (een centrale ruimte in het huis, al dan niet met open dak) en peristilium (binnenplaats met zuilengalerij). Van het peristilium zijn in de 19e eeuw zes zuilen rechtop gezet.

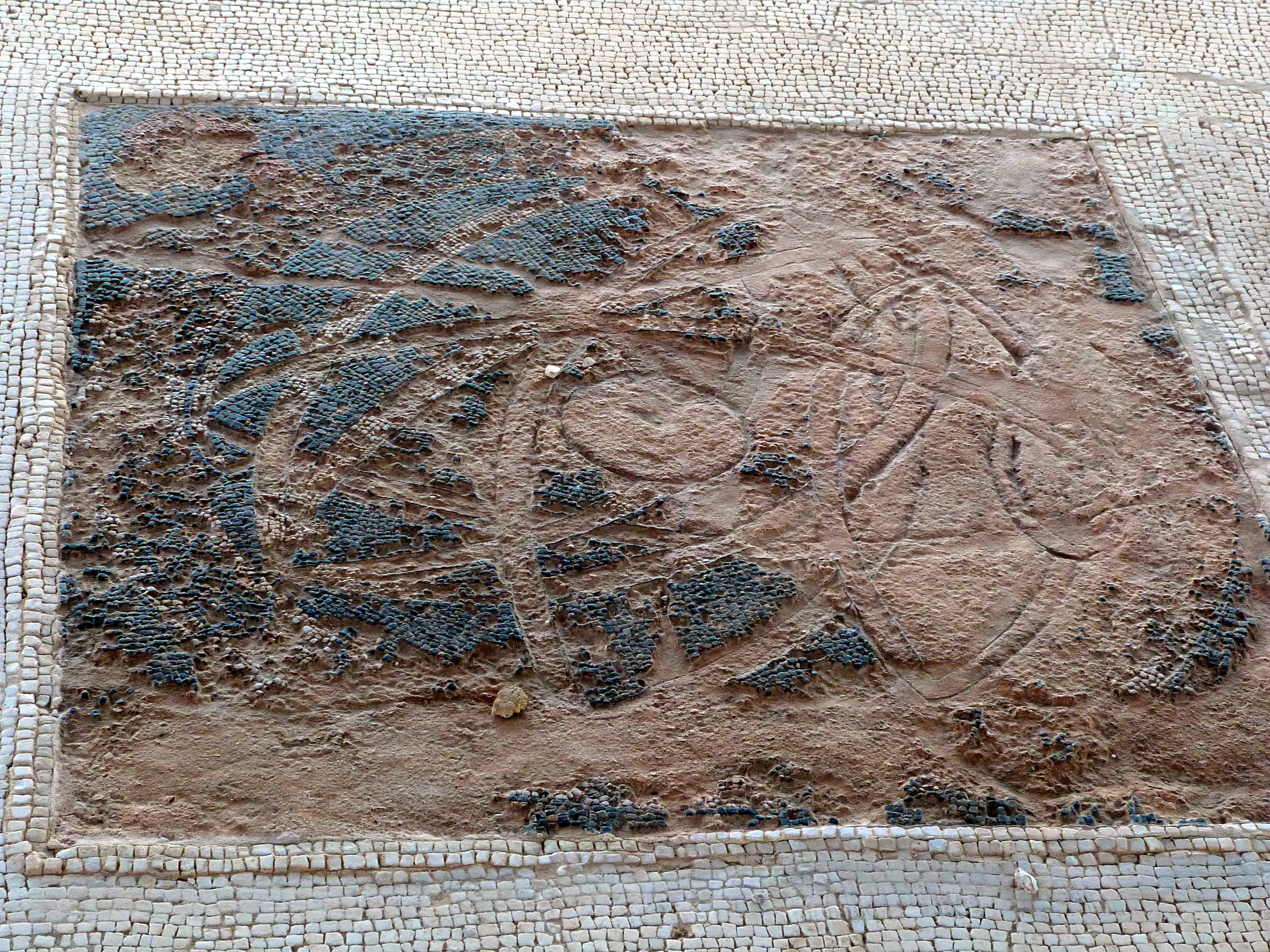
Mozaïek van een astrolabium in het huis van Leda in Solunto

### Huis van Leda
De naam van het huis van Leda (Italiaans: Casa di Leda) komt van de muurschildering in dit gebouw, een fresco waarin Zeus vermomd als zwaan Leda, de vrouw van koning Tyndareos van Sparta, verleidde. In dit huis is ook een vloermozaïek met een astrolabium te zien.

### Huis van Harpocrates
In het huis van Harpocrates (Casa di Arpocrate) vonden archeologen vele kleine bronzen beeldjes, waaronder een van de oorspronkelijk Egyptische kindgod Harpocrates. Het huis heeft een opmerkelijk goed bewaardgebleven mozaïekvloer, hoewel deze eeuwenlang aan weer en wind is blootgesteld. Deze vloer is gemaakt van opus signinum, een soort zandcementvloer van waterdichte materialen. Dit materiaal werd reeds in de 3e eeuw v.Chr. op Sicilië gebruikt. Het nabijgelegen "Huis van mozaïekschijven" (Casa del cerchio in mosaico) heeft een vloer van hetzelfde materiaal.

## Museum
Bij de ingang van de stad bevindt zich sinds 2003 het "Antiquarium", een klein museum waar vondsten van de 8e eeuw v.Chr. tot de 2e eeuw uit Solunto en omgeving tentoongesteld worden. Ook is hier informatie over de levenswijze, begrafenisrituelen, nijverheid, nederzettingen en architectuur van de vroege kolonisten te vinden. De belangrijkste stukken bevinden zich echter een kleine 20 kilometer westelijk van Solunto, in het regionale archeologiemuseum van Palermo.